# Kisarazu (stad)

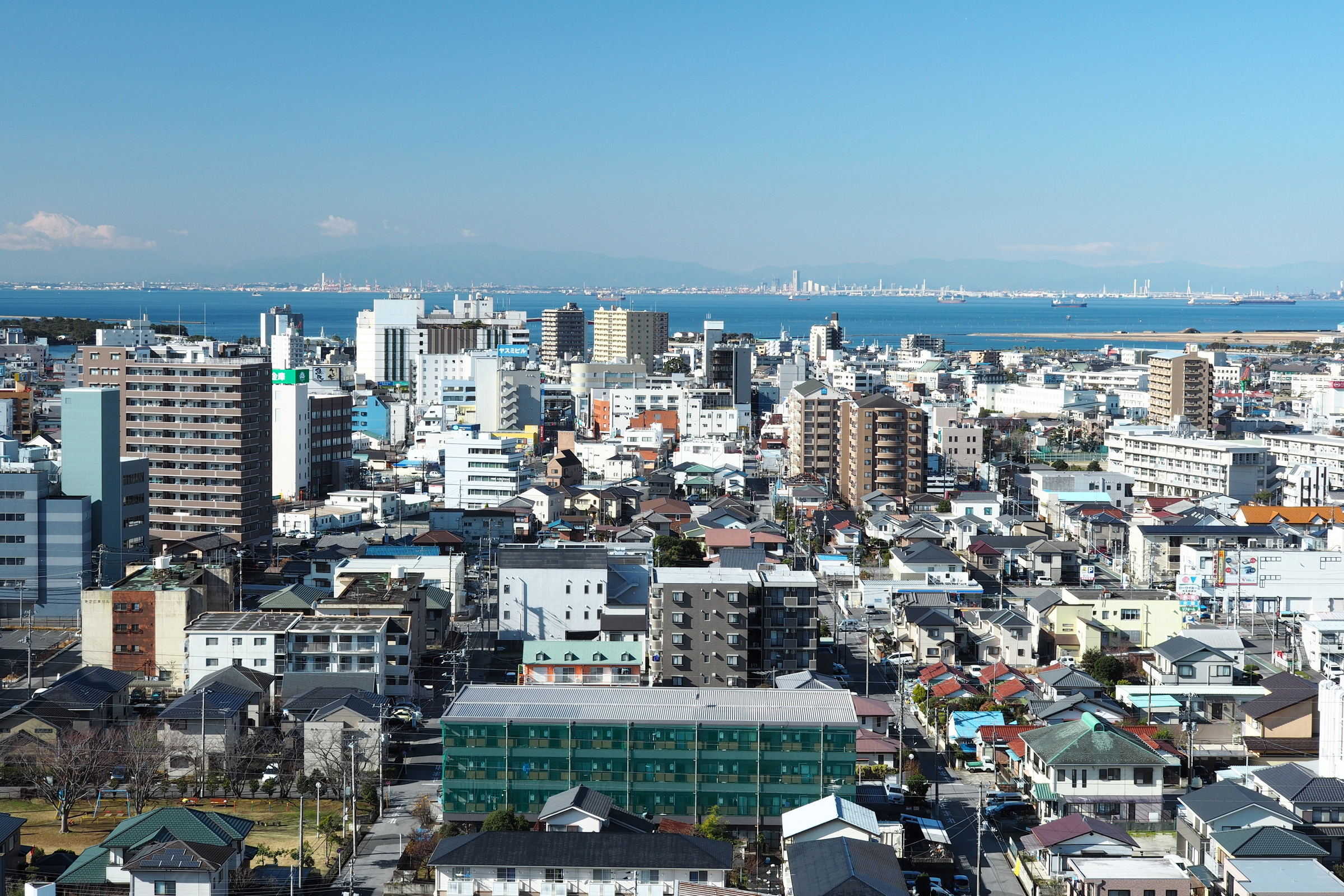
Stadscentrum in 2019

Kisarazu (Japans: 木更津市, Kisarazu-shi) is een Japanse stad in het centrum van de prefectuur Chiba, gelegen aan de oostkust van de Baai van Tokio op ongeveer 32 km ten zuidoosten van de Japanse hoofdstad.
In de middeleeuwen gedijde de gemeente als relais, regionaal handelsknooppunt en havendorp aan de delta van de rivier de Obitsu dankzij een overzeese verbinding met het shogunale machtscentrum Kamakura. Later, in de Edo-periode (1600-1868), verkreeg de plaats het monopolie op de rederij van de zogenaamde Kisarazu-schepen (Kisarazu-bune 木更津船), transportschepen die instonden voor het vervoer van reizigers en als schatting betaalde rijst uit Awa (安房) en Kazusa (上総) naar Edo. De introductie van het stoomschip in combinatie met de opening van een spoorverbinding naar Tokio langs de kust van het schiereiland Boso in de laatste decennia van de negentiende eeuw luidde het einde in van deze lucratieve sector.
Tijdens de Tweede Wereldoorlog kwam er een marinebasis (sedert 1947 basis van de Zelfverdedigingstroepen ter zee). In 1942 werd haar status verhoogd tot stad. In de naoorlogse periode gaf landaanwinning en de industrialisering van het nieuwe gebied de stad een grote economische impuls. Kisarazu werd onderdeel van het Keiyo-industriegebied (vroege jaren 70) en concentreert producenten van chemicaliën, machines, ijzer en staal. De Trans-Baai van Tokio-snelweg vindt in de stad zijn zuidoostelijke eindpunt.
Sedert 18 december 1997 is Kisarazu via een veertien kilometer lange brug en tunnel, de Tokio Wan Aqua-Line, verbonden met Kawasaki. Daarmee kwam na achtenhalf jaar werkzaamheden en een investering van 17 miljard dollar de langverwachte verbinding tussen de prefecturen Chiba en Kanagawa tot stand.
De stad is ook bekend door haar vroeg zeventiende-eeuwse Shōjōji-tempel (證誠寺), die bezongen wordt in een populair kinderliedje. Als recreatiegebied bleef in Kisarazu nog een laatste stuk natuurlijk strand aan de Baai van Tokio bewaard. Oceanside in Californië is haar jumelagepartner.